# Cornuticellina matthewsi
Cornuticellina matthewsi är en mossdjursart som först beskrevs av V.S. Bale 1922.  Cornuticellina matthewsi ingår i släktet Cornuticellina och familjen Catenicellidae. Inga underarter finns listade i Catalogue of Life.